# Пояркове (Амурська область)
Пояркове (рос. Поярково) — село у Михайлівському районі Амурської області Російської Федерації.
Входить до складу муніципального утворення Поярковська сільрада. Населення становить 6836 осіб (2018).

## Історія
З січня 1926 року входить до складу Михайлівського району, що був утворений на місці колишньої Михайлівської волості.
З 20 жовтня 1932 року входить до складу новоутвореної Амурської області.
З 1 січня 2006 року органом місцевого самоврядування є Поярковська сільрада .

## Населення
| 1939  | 1959  | 1970  | 1979  | 1989  | 2002  | 2010  |
| ----- | ----- | ----- | ----- | ----- | ----- | ----- |
| 1904  | ↗5569 | ↗7417 | ↗7532 | ↗8320 | ↘7283 | ↘6952 |
| 2012  | 2013  | 2014  | 2015  | 2016  | 2017  | 2018  |
| ↗6974 | ↗7057 | ↘7023 | ↘6965 | ↗6985 | ↘6950 | ↘6836 |